# AS de la SONIDEP
L'AS de la SONIDEP (Association Sportive de la Société Nigérienne des Produits Pétroliers) és un club de Níger de futbol de la ciutat de Niamey.

## Palmarès
- Lliga nigerina de futbol:[1]

2018, 2019
- Copa nigerina de futbol:[2]

2015, 2019
- Supercopa nigerina de futbol:

2018